# 杵築駅
杵築駅（きつきえき）は、大分県杵築市大字八坂野添にある、九州旅客鉄道（JR九州）日豊本線の駅。事務管コードは▲920518。
当駅から日出駅までが単線区間である。特急は「にちりん」「にちりんシーガイア」と「ソニック」のそれぞれ一部が停車する。また、大分方面からの一部普通列車が当駅で折り返す。

## 歴史
- 1911年（明治44年）3月22日：豊州線の中山香駅 - 日出駅間が開通し、開業[注釈 1]。
- 1922年（大正11年）7月7日：国東鉄道の当駅 - 杵築町間が開通[2][6]。
- 1945年（昭和20年）4月20日：国東鉄道が大分交通に合併し[2]、同社の国東線となる。
- 1966年（昭和41年）4月1日：大分交通国東線が全線廃止[7]。
- 1978年（昭和53年）9月21日：日豊本線の大川司信号場 - 当駅間が複線化し、中山香駅 - 当駅間の複線化が完成[8][注釈 2]。
- 1982年（昭和57年）11月15日：貨物の取扱を廃止[9][10]。
- 1986年（昭和61年）11月1日：荷物扱い廃止[9]。
- 1987年（昭和62年）
  - 3月31日：貨物の取扱を再開。但し、蜜柑の出荷時期に限定した取扱で、臨時貨物列車のみの設定とされた[11]。
  - 4月1日：国鉄分割民営化に伴い、九州旅客鉄道（JR九州）・日本貨物鉄道（JR貨物）の駅となる[12]。
- 1995年（平成7年）12月9日：1番のりばを改装し、ホームの駅舎側の壁を武家屋敷風にする[13]。
- 1997年（平成9年）3月22日：JR貨物の駅（貨物の取扱）が廃止[9]。
- 2012年（平成24年）12月1日：ICカード「SUGOCA」の利用が可能となる[14]。
- 2016年（平成28年）3月21日：バリアフリー化工事が完了し、エレベーター、多機能トイレなどが設置され記念式典が行われた[15]。
- 2017年（平成29年）4月1日：業務委託駅となる。
- 2021年（令和3年）8月1日：到着メロディを南こうせつ作曲の「おかえりの唄」に変更[16][17]。
- 2023年（令和5年）10月1日：JR九州サービスサポートによる業務委託駅から[18]九州旅客鉄道本体による直営駅へと変更される[19]。

## 駅構造
単式ホーム1面1線と島式ホーム1面2線、合計2面3線のホームを持つ地上駅。木造駅舎を有する。
待合室にはキヨスクがあったがすでに閉店している。キヨスクのあったスペースはその後改装され、2015年に杵築市観光協会の観光案内所が設置された。直営駅だが、駅長の配置はなく、収受要員のみの配置となる。2017年から2023年の間はJR九州サービスサポートが駅業務を受託する業務委託駅であった。みどりの窓口が設置されている。ICカードSUGOCAを自動券売機、窓口にて購入できる。
改札口には関所風の木製の門が設置されている。

### のりば
| のりば | 路線      | 方向 | 行先           | 備考                                                                  |
| ------ | --------- | ---- | -------------- | --------------------------------------------------------------------- |
| 1      | ■日豊本線 | 上り | 中津・小倉方面 | 特急待避時は2番のりば                                                 |
| 2・3   | ■日豊本線 | 下り | 別府・大分方面 | 2番のりばは特急待避または当駅始発 当駅始発の一部は1番のりばからも発車 |

## 利用状況
1965年（昭和40年）度には乗車人員が554,363人（定期外:135,180人、定期:419,183人）、降車人員が561,785人で、手荷物（発送:2,246個、到着:1,610個）や小荷物（発送:10,162個、到着:3,677個）も取り扱っていた。
2015年（平成27年）度の乗車人員は291,136人（定期外:95,201人、定期:195,935人）、降車人員は300,063人である。
※1日平均乗車人員の数値は各年度版「大分県統計年鑑」による年間乗車人員の値を各年度の日数で割った値（2016年度以降の数値は非公表）。
| 年度               | 年間 乗車人員 | 定期外 乗車人員 | 定期 乗車人員 | 1日平均 乗車人員 | 年間 降車人員 | 出典              |
| ------------------ | ------------- | --------------- | ------------- | ---------------- | ------------- | ----------------- |
| 1965年（昭和40年） | 554,363       | 135,180         | 419,183       | -                | 561,785       | [ 21 ]            |
| -                  | -             | -               | -             | -                | -             | -                 |
| 1990年（平成02年） | 357,407       | 162,293         | 195,114       | -                | 346,532       | [ 23 ]            |
| 1991年（平成03年） | 388,089       | 191,785         | 196,304       | -                | 378,529       | [ 24 ]            |
| 1992年（平成04年） | 385,408       | 178,927         | 206,481       | -                | 393,884       | [ 25 ]            |
| 1993年（平成05年） | 385,984       | 176,766         | 209,218       | -                | 396,147       | [ 26 ]            |
| 1994年（平成06年） | 404,874       | 177,566         | 227,308       | -                | 417,752       | [ 27 ]            |
| 1995年（平成07年） | 382,204       | 160,625         | 221,579       | -                | 390,970       | [ 28 ]            |
| 1996年（平成08年） | 384,843       | 156,903         | 227,940       | -                | 387,018       | [ 29 ]            |
| 1997年（平成09年） | 358,162       | 150,334         | 207,828       | -                | 365,136       | [ 30 ]            |
| 1998年（平成10年） | 351,025       | 147,558         | 203,467       | -                | 356,515       | [ 31 ]            |
| 1999年（平成11年） | 338,049       | 139,312         | 198,737       | -                | 348,404       | [ 32 ]            |
| 2000年（平成12年） | 348,016       | 134,425         | 213,591       | 953              | 359,609       | [ 33 ]            |
| 2001年（平成13年） | 350,589       | 124,442         | 226,147       | 961              | 360,068       | [ 34 ]            |
| 2002年（平成14年） | 352,218       | 114,908         | 237,310       | 965              | 358,770       | [ 35 ]            |
| 2003年（平成15年） | 344,413       | 114,443         | 229,970       | 941              | 351,993       | [ 36 ]            |
| 2004年（平成16年） | 320,421       | 109,661         | 210,760       | 878              | 325,305       | [ 37 ]            |
| 2005年（平成17年） | 315,138       | 104,086         | 211,052       | 863              | 323,956       | [ 38 ]            |
| 2006年（平成18年） | 310,223       | 97,089          | 213,134       | 850              | 324,232       | [ 39 ]            |
| 2007年（平成19年） | 306,078       | 103,451         | 202,627       | 836              | 311,460       | [ 40 ]            |
| 2008年（平成20年） | 308,968       | 102,080         | 206,888       | 846              | 318,162       | [ 41 ]            |
| 2009年（平成21年） | 299,806       | 88,420          | 211,386       | 821              | 307,881       | [ 42 ] [ 注釈 3 ] |
| 2010年（平成22年） | 280,975       | 85,646          | 195,329       | 770              | 287,221       | [ 44 ] [ 注釈 3 ] |
| 2011年（平成23年） | 279,938       | 86,894          | 193,044       | 765              | 284,968       | [ 45 ] [ 注釈 3 ] |
| 2012年（平成24年） | 271,997       | 87,088          | 184,909       | 745              | 279,242       | [ 46 ] [ 注釈 3 ] |
| 2013年（平成25年） | 286,379       | 89,502          | 196,877       | 785              | 292,687       | [ 47 ] [ 注釈 3 ] |
| 2014年（平成26年） | 279,381       | 90,904          | 188,477       | 765              | 285,961       | [ 48 ] [ 注釈 3 ] |
| 2015年（平成27年） | 291,136       | 95,201          | 195,935       | 795              | 300,063       | [ 22 ] [ 注釈 3 ] |
| 2016年（平成28年） | -             | -               | -             | 758              | -             | [ 49 ]            |
| 2017年（平成29年） | -             | -               | -             | 769              | -             | [ 50 ]            |
| 2018年（平成30年） | -             | -               | -             | 777              | -             | [ 51 ]            |
| 2019年（令和元年） | -             | -               | -             | 815              | -             | [ 52 ]            |
| 2020年（令和02年） | -             | -               | -             | 677              | -             | [ 53 ]            |
| 2021年（令和03年） | -             | -               | -             | 683              | -             | [ 54 ]            |
| 2022年（令和04年） | -             | -               | -             | 747              | -             | [ 55 ]            |
| 2023年（令和05年） | -             | -               | -             | 798              | -             | [ 56 ]            |

## 駅周辺
- 大分空港道路
- 八坂郵便局
- 阿蘓神社
- 大分県立杵築高等学校
- 杵築市立八坂小学校
- 八坂幼稚園
- ジェイエイフーズおおいた

当駅は、大分空港の鉄道最寄り駅となっている。但し、空港までは車で約30分。路線バス設定あり。

## バス路線
杵築市中心部へは大分交通・国東観光バスが路線バスを運行している。
- 中平・杵築バスターミナル（旧国東線杵築市駅）・国東市民病院前・大分空港・国東方面
- 新道・杵築市役所・杵築バスターミナル方面
- 赤松・ハーモニーランド・暘谷駅方面

## 隣の駅
九州旅客鉄道（JR九州）
■日豊本線
- 特急「にちりん」停車駅
- 特急「ソニック」「にちりんシーガイア」一部停車駅

中山香駅 - 杵築駅 - 大神駅